# Bertsch-Oceanview
Bertsch-Oceanview – jednostka osadnicza w Stanach Zjednoczonych, w stanie Kalifornia, w hrabstwie Del Norte.